# آنسوی رنگین‌کمان سیاه
آنسوی رنگین‌کمان سیاه (به انگلیسی: Beyond the Black Rainbow) یک فیلم کانادایی در ژانر ترسناک- علمی تخیلی است که به کارگردانی و نویسندگی کانوس کوسماتوس در سال ۲۰۱۰ ساخته و منتشر شد. آنسوی رنگین کمان سیاه در شهر ونکوور ساخته شد و نخستین بار در فستیوال فیلم ویستلر به نمایش درآمد. از بازیگران می‌توان به مایکل روگرز اشاره کرد.